# Jan Malypetr

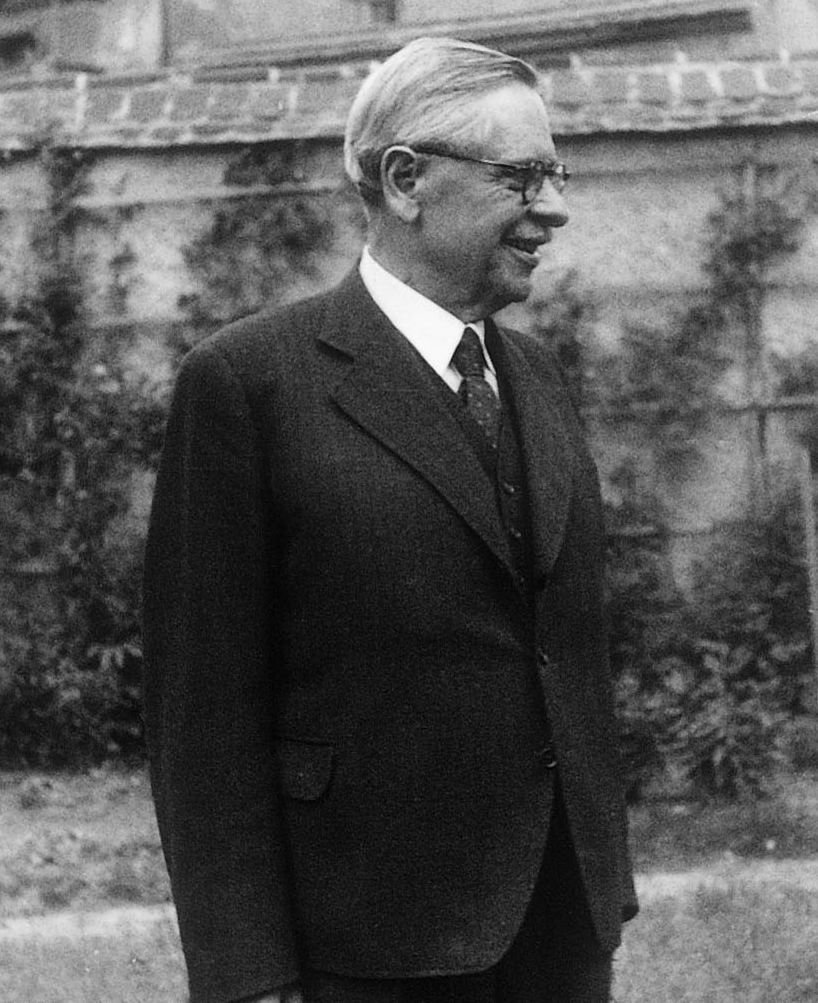
Jan Malypetr, ca. 1945–1947

Jan Malypetr (* 21. Dezember 1873 in Klobuky; † 27. September 1947 in Slaný) war ein Politiker der Tschechischen Agrarpartei und von 1932 bis 1935 tschechoslowakischer Ministerpräsident.

## Leben, politische Karriere
Jan Malypetr stammte aus der Familie eines Gutsbesitzers. Nach dem Besuch des Gymnasiums und der höheren Wirtschaftsschule in Kaaden arbeitete er auf dem Gut seiner Eltern.
1899 trat er der Agrarpartei bei und wurde 1906 Mitglied des Exekutivausschusses. Ab 1911 war er Bürgermeister in seiner Heimatstadt Klobuky, ab 1914 in der Kreisstadt Schlan.
1918 war er Mitglied der ersten Nationalversammlung, zwei Jahre später wurde er bei den ersten Wahlen bestätigt. Er blieb bis 1939 Mitglied dieses Gremiums.
Nach der deutschen Besetzung zog er sich 1939 aus dem öffentlichen Leben zurück. Er beteiligte sich nicht am Widerstand, gehörte jedoch als Führungsmitglied dem Ausschuss der Tschechischen Liga gegen den Bolschewismus an. Nach 1945 wurde er deswegen vor Gericht gestellt, aber letztlich freigesprochen.

### Regierungsämter
Malypetr war Innenminister in der Regierung Antonín Švehla I (7. Okt. 1922 – 9. Dez. 1925), außerdem bildete er als Ministerpräsident folgende drei Regierungen:
- Regierung Jan Malypetr I (29. Okt. 1932 – 14. Feb. 1934)
- Regierung Jan Malypetr II (14. Feb. 1934 – 4. Juni 1935, Rücktritt am 28. Mai 1935)
- Regierung Jan Malypetr III (4. Juni 1935 – 5. Nov. 1935)

## Quelle
- Jan Malypetr, Biographie des Portals der Regierung der Tschechischen Republik, online auf www.vlada.cz